# Anorrhinus austeni
El cálao pardo de Austen (Anorrhinus austeni) es una especie de ave bucerotiforme de la familia Bucerotidae que habita en el sur de Asia. Se encuentra en los bosques del noreste de la India y sur del Tíbet, y sur de Vietnam y norte de Tailandia. A menudo es incluida como una subespecie del Cálao de Tickell.
Es un cálao de tamaño mediano, de plumaje marrón y cola con su punta blanca. El macho posee mejillas y garganta blancas, un pico color crema pálido, zona ventral rufa-marrón. La cabeza y garganta de la hembra son oscuras.
Habita en bosques caducifolios y bosques siempreverdes desde planicies bajas hasta el borde de colinas con bosques de pino y roble, pero principalmente en bosques en colinas. 
Se alimenta de frutos y de animales pequeños; su dieta incluye numerosas especies de frutos, a la vez que muchos artrópodos, también murciélagos, víboras, lagartijas, caracoles, gusanos de tierra, y polluelos y huevos de otras aves. Suele andar en grupos de 2 a 15 individuos.
Su nombre conmemora al naturalista Henry Haversham Godwin-Austen.